# 동일본

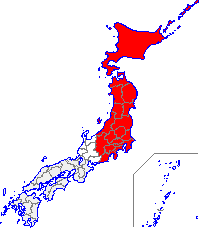
동일본

동일본(일본어: 東日本 히가시니혼[*], 영어: eastern Japan)은 일본을 크게 나눌 때 사용되는 말로, 일본을 양분하였을 때 동측에 해당되는 부분을 가리킨다. 일반적으로 넓게는 홋카이도·도호쿠 지방·간토 지방을, 좁게는 도호쿠 지방 및 간토 지방을 지칭하는 경우가 많다. 서일본과 대응하는 의미지만, 법령에서 규정한 것은 아니다.
행정 구분에 따르면 니가타현과 나가노현, 시즈오카현의 동쪽을 가리키는 것이 많다. 즉 간토 지방, 도호쿠 지방, 홋카이도, 니가타현, 야마나시현, 나가노현, 시즈오카현을 가리킨다. 그러나 지질학에서는 이토이가와-시즈오카 구조선의 서쪽에 위치하는 나가노현의 남부와 기소군, 시즈오카현의 아베강 서쪽은 제외한다.

## 명칭에 동일본을 사용하는 기업
- 동일본여객철도주식회사(JR 동일본)
- 동일본전신전화주식회사(NTT 동일본)
- 동일본고속도로주식회사(NEXCO 동일본)
- 동일본가스주식회사 (지바현 아비코시와 그 주변 지역을 대상으로 함.)
- 히가시니혼하우스주식회사
- 히가시니혼 은행
- 히가시닛폰 방송